# Angelo Graffagni
Angelo Graffagni (Genova, 19 ottobre 1840 – 14 novembre 1910) è stato un politico italiano.
Laureato in giurisprudenza a Genova, dal 1864 inizia la professione di avvocato, dapprima nel ramo penale, in seguito in quello civile. Nel 1866 prende parte alla terza guerra d'indipendenza nelle file garibaldine, guadagnandosi una medaglia a Bezzecca. È stato consigliere comunale di Genova dal 1889 al 1865 e deputato per due legislature; a Genova ha presieduto il Conservatorio delle figlie di San Girolamo di Castelletto, il Pio Istituto dei rachitici e il sotto comitato locale della Croce Rossa Italiana.